# Machów (Bożnów)
Machów – wieś w Polsce położona w województwie lubuskim, w powiecie żagańskim, w gminie Żagań, nad rzeką Bóbr.
W latach 1975–1998 miejscowość administracyjnie należała do województwa zielonogórskiego.